# Meroglossa ocellata
Meroglossa ocellata är en biart som beskrevs av Michener 1965. Meroglossa ocellata ingår i släktet Meroglossa och familjen korttungebin. Inga underarter finns listade i Catalogue of Life.